# Trg narodnih herojev, Ljubljana
Trg narodnih herojev (starejše tudi Valvasorjev trg ali Muzejski trg) je eden izmed trgov v Ljubljani. Leži med palačo Narodnega muzeja v Ljubljani in zgradbo Državnega zbora. Park je bil urejen na nekdanjem Muzejskem trgu v času izgradnje Narodnega muzeja leta 1888. Takrat so park poimenovali po polihistorju Janezu Vajkardu Valvasorju (1641-1693), katerega spomenik od leta 1903 stoji v parku. Spomenik je delo kiparja Alojza Gangla in stoji na umetnem gričku, narejenem posebej za spomenik.
Park je današnjo obliko dobil leta 1940, ko so podaljšali Šubičevo ulico po robu uršulinskega vrta. Skozi park je diagonalno speljana pot. V južnem delu parka je skupina starejših dreves, tam pa je od leta 1949 tudi grobnica narodnih herojev. Ta je bila razlog, da je mestni ljudski odbor Ljubljane leta 1952 Muzejski trg preimenovali v Trg narodnih herojev.
V parku sicer raste petnajst različnih drevesnih vrst, tudi nekatere redkejše. Zasaditev deluje skladno, saj je drevje posajeno v skupinah skupaj z grmovnicami.
Leta 1993 je bil trg kot vplivno območje Narodnega muzeja Slovenije razglašen za spomenik naravne in kulturne dediščine.
Oktobra 2009 so ob njegovi 90. obletnici rojstva v parku odkrili tudi spomenik Stanetu Kavčiču, predsedniku slovenskega izvršnega sveta v obdobju 1967-1972. Leta 2015 so v parku postavili tudi doprsni kip slovenskega politika Franceta Bučarja.
Leta 2020 je Mestna občina Ljubljana postavila doprsni kip partizana, predsednika predsedstva Socialistične republike Slovenije, dolgoletnega predsednika in častnega predsednika ZZB NOB, Janezu Stanovniku.
Na severni strani parka ob Tomšičevi ulici stoji gost kostanjev drevored, ki je včasih vodil v Tivoli. Drevored je zavarovan z Odlokom o razglasitvi spomenikov naravne in kulturne dediščine na območju občine Ljubljana Center med Aškerčevo, Tivolsko in Slovensko cesto (Ur.l. RS št. 60/1993). Park na južni strani zapira Šubičeva ulica, na zahodu pa stavba državnega zbora.